# Tetraneura javensis
Tetraneura javensis är en insektsart som beskrevs av Van der Goot 1917. Tetraneura javensis ingår i släktet Tetraneura och familjen långrörsbladlöss. Inga underarter finns listade i Catalogue of Life.